# Співпраця НАТО з ООН та ОБСЄ
У Північноатлантичному договорі зазначається, що Статут ООН є основою на якій функціонує Північноатлантичний союз. Відповідно до статті 1, країни-члени НАТО мають брати на себе зобов'язання мирно вирішувати всі міжнародні суперечки згідно з метою Статуту ООН та мусять утримуватися від застосування сили або загрози її застосування, якщо це суперечить цілям ООН. Статут ООН забезпечує правову базу для створення Північноатлантичного союзу, в ньому визначається загальна відповідальність Ради Безпеки ООН за мир і безпеку у всьому світі.

## Миротворчі операції
У грудні 1992 року Альянс офіційно заявляє про свою готовність виконувати операції під егідою Ради Безпеки ООН з підтримання миру. Протягом 1990-х років НАТО діє на підтримку резолюцій Ради Безпеки ООН у Боснії та Герцеговині, Косові, співпрацює з ООН над стримуванням етнічних заворушень на півдні Сербії і запобіганням громадянської війни в Республіці Македонії. Потім Альянс офіційно бере на себе відповідальність за Міжнародні сили сприяння безпеці під мандатом ООН в Афганістані. На умовах резолюції Ради Безпеки ООН та на прохання тимчасового уряду в Іраку НАТО надає допомогу з підготовки й оснащення іракських сил безпеки, а у відповідь на прохання Африканського союзу в тісній співпраці з ООН та Європейським союзом НАТО сприяє реалізації місії з припинення насильства в суданській провінції Дарфур.
Під час проведення миротворчих операцій Генеральний секретар НАТО докладає Генеральному секретарю ООН про прогрес досягнутий в операціях під керівництвом НАТО, які проводиться за мандатом ООН, відповідальність за які приймає на себе НАТО ті інформує ООН про головні рішенні Північноатлантичної Ради.
НАТО бере участь в роботі Комітету ООН із боротьби з тероризмом, який було створено на виконання Резолюції Ради Безпеки ООН № 1737 після терористичних нападів на США 11 вересня 2001 року. НАТО та ООН співпрацюють щодо контролю за наркотиками та запобігання злочинності, а також у сфері цивільного планування на випадок надзвичайних ситуацій.
У 2008 році НАТО і ООН домовляються зміцнювати співробітництво між своїми секретаріатами з метою кращого розв'язання комплексних проблем в галузі безпеки. Відбуваються постійні обміни та діалоги між співробітниками на керівному і робочому рівнях з політичних і оперативних питань, а також до призначення цивільного представника НАТО зі зв'язків штаб — квартирі ООН у Нью-Йорку.
2011 року відбувається операція НАТО із метою захисту цивільного населення і житлових районів Лівії від нападів була проведена на підтримку Резолюції Ради Безпеки ООН № 1973.

## НАТО та ОБСЄ
У 1996 році вслід за підписанням Дейтенських угод й прийняття у грудні 1995 року Резолюції № 1031 Рада Безпеки ООН, НАТО та ОБСЄ було розроблено спільну програму дій в Боснії та Герцеговині. Діючі під керівництвом НАТО Сили з виконання договору (ІФОР) й ті, що прийшли їм на зміну Сили по стабілізації (СФОР) надають важливу підтримку для реалізації громадянських аспектів Мирних угод. НАТО надає ОБСЄ сприяння у праці в області контролю над озброєннями й заходів зміцнення довіри та згоди у країні.

## Місія в Косово
Від січня 1998 року до березня 1999 року в Косово діяла Місія ОБСЄ з метою перевірки виконання угоди про припинення вогню. Паралельно з цим НАТО вела повітряне спостереження. В березні 1999 року через погіршення умов безпеки ОБСЄ відкликає Місію по перевірці.
У червні 1999 року Рада Безпеки ООН приймає Резолюцію № 1244 і ОБСЄ засновує нову Місію в Косово, яка увійшла в Місію ООН у справах тимчасової адміністрації в Косово, якій доручалося здійснювати нагляд за ходом демократизації, створенням інститутів влади та захисту прав людини.

## «Платформа для співпраці в області безпеки»
1999 року було прийнято «Платформу для співпраці в області безпеки», яка була висунута ОБСЄ на зустрічі в Стамбулі й закликала міжнародні організації, члени яких дотримуються принципів та зобов'язань ОБСЄ, усилити співпрацю й використовувати ресурси міжнародної спільноти для встановлення демократії, процвітання й стабільності в Європі та за її межами. Після того, як було прийнято «Платформу для співпраці в області безпеки», експерти з НАТО та ОБСЄ проводять регулярні зустрічі для обговорення оперативних та політичних питань, що представляють спільний інтерес, в області запобігання конфліктам, кризового регулювання та відновлення по завершенню конфліктів.
Генеральний секретар НАТО періодично запрошується виступати перед Постійною Радою ОБСЄ. НАТО регулярно бере участь як спостерігач у щорічних засіданнях Ради міністрів ОБСЄ. Північноатлантична Рада запрошує діючого представника ОБСЄ на окремі засідання.

## Співпраця у Північній Македонії
НАТО та ОБСЄ тісно співпрацювали в колишній югославській Республіці Македонія. У вересні 2001 року було створено оперативну групу НАТО для забезпечення додаткової безпеки. НАТО та ОБСЄ співпрацювали в області керування й забезпечення безпеки кордонів на Західних Балканах. 2002 року було створено Антитерористичний підрозділ ОБСЄ, який координує всю діяльність організації в області боротьби з тероризмом. Антитерористичний підрозділ тісно взаємодіє з Контртерористичним комітетом ООН, Керівництвом ООН по наркотиках та злочинністю та з НАТО.
У грудні 2002 року відбувається зустріч у Парижі, на якій країни — члени НАТО висловлюють бажання розвивати взаємодіючий характер міжнародних зусиль, направлених на укріплення стабільності в Середземному регіоні.
У травні 2003 року в Охриді відбулася конференція високого рівня на якій п'ять балканських країн ухвалюють Спільну платформу, підготовлену Євросоюзом, НАТО та ОБСЄ. А також Пакт стабільності, направлені на зміцнення безпеки кордонів в регіоні.
Генеральний секретар НАТО періодично запрошується виступати перед Постійною Радою ОБСЄ. НАТО регулярно бере участь як спостерігач у щорічних засіданнях Ради міністрів ОБСЄ. Північноатлантична Рада запрошує діючого представника ОБСЄ на окремі засідання. У грудні 2003 року ОБСЄ приймає «Стратегію протидії загрозам безпеки й стабільності XXI століття».